# الصدقة (معان)
الصدقة منطقة سكنية تقع في لواء قصبة معان، محافظة معان في الأردن. تنتمي المنطقة لقضاء ايل الذي يضم 8 مناطق. يقدر عدد سكانها بـ 1007 نسمة حسب إحصاء 2015.

## الوصلات الخارجية
- دائرة الاحصاءات العامة